# Disphragis dolorosa
Disphragis dolorosa är en fjärilsart som beskrevs av William Schaus 1911. Disphragis dolorosa ingår i släktet Disphragis och familjen tandspinnare. Inga underarter finns listade i Catalogue of Life.